# Horton in Ribblesdale
Horton in Ribblesdale là một ngôi làng nhỏ và một xã ở huyện Craven, Bắc Yorkshire, Anh. Nó nằm ở thung lũng Ribble trên tuyến đường sắt Settle-Carlisle phía tây của Pen-y-ghent.
Dân số của nó trong cuộc điều tra dân số năm 2001 là 498 người trong 211 hộ gia đình; giảm xuống còn 428 người trong cuộc điều tra dân số năm 2011.

## Lịch sử

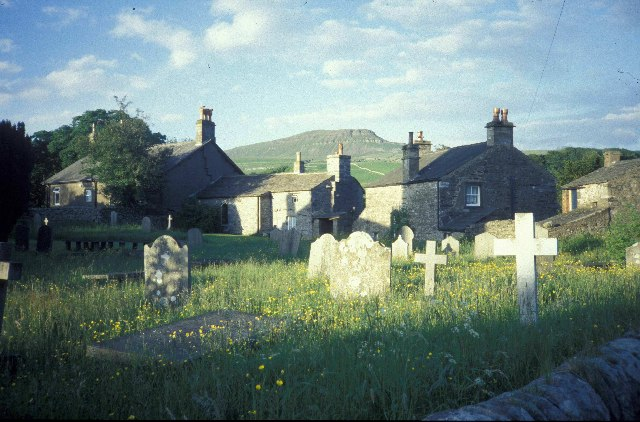
Sân nhà thờ ở Horton in Ribblesdale, với
Pen-y-ghent ở phía sau

Horton in Ribblesdale trong lịch sử là một phần của khu Ewcross trong hạt Tây Riding Yorkshire. Nó đã trở thành một xã trong đầu thế kỷ 12 khi nhà thờ Thánh Oswald được thành lập. Nhà thờ này đã được liên kết với tu viện của Chester, và là một phần của giáo phận York - mặc dù, ngày nay nó là một phần của Giáo phận Leeds.
Năm 1597 Horton in Ribblesdale, giống như hầu hết miền Bắc nước Anh, đã bị tấn công bởi một bệnh dịch chết người. Nó đã được xác nhận bởi danh sách chôn cất của xã, trong đó liệt kê 74 trường hợp tử vong năm đó so với chỉ 17 người chết trong những năm trước và kế tiếp. Những thiệt hại trong đại dịch này lên tới khoảng một phần tám dân của xã.
Năm 1725, địa chủ địa phương John Armistead đã để lại một khoản hiến tặng để thành lập một trường phổ thông miễn phí tại đây.

## Các địa điểm tham quan
Horton in Ribblesdale theo truyền thống là điểm khởi đầu (và điểm kết thúc) của hành trình đi bộ Ba đỉnh Yorkshire. Đường đi bộ Pennine Way và Ribble Way có đi qua làng.
Khu vực này cũng phổ biến cho thám hiểm hang động, với hệ thống hang động Alum Pot và Churn phía bắc của làng, và Hull Pot và Hunt Pot ở phía tây của Pen-y-ghent.
Hành trình đi bộ đỉnh Yorkshire là một thử thách đi bộ khoảng cách 41,8 km, trong đó có 1.524 m đi lên và đi xuống ngọn núi Pen-y-ghent, Whernside và Ingleborough tất cả phải được hoàn thành trong 12 giờ mà thu hút hàng ngàn người đi bộ mỗi năm. Hành trình này cũng là đường đua xe đạp trong tháng tư nhưng nó dài hơn hành trình đi bộ (61 km).

## Kiến trúc và các công trình địa phương

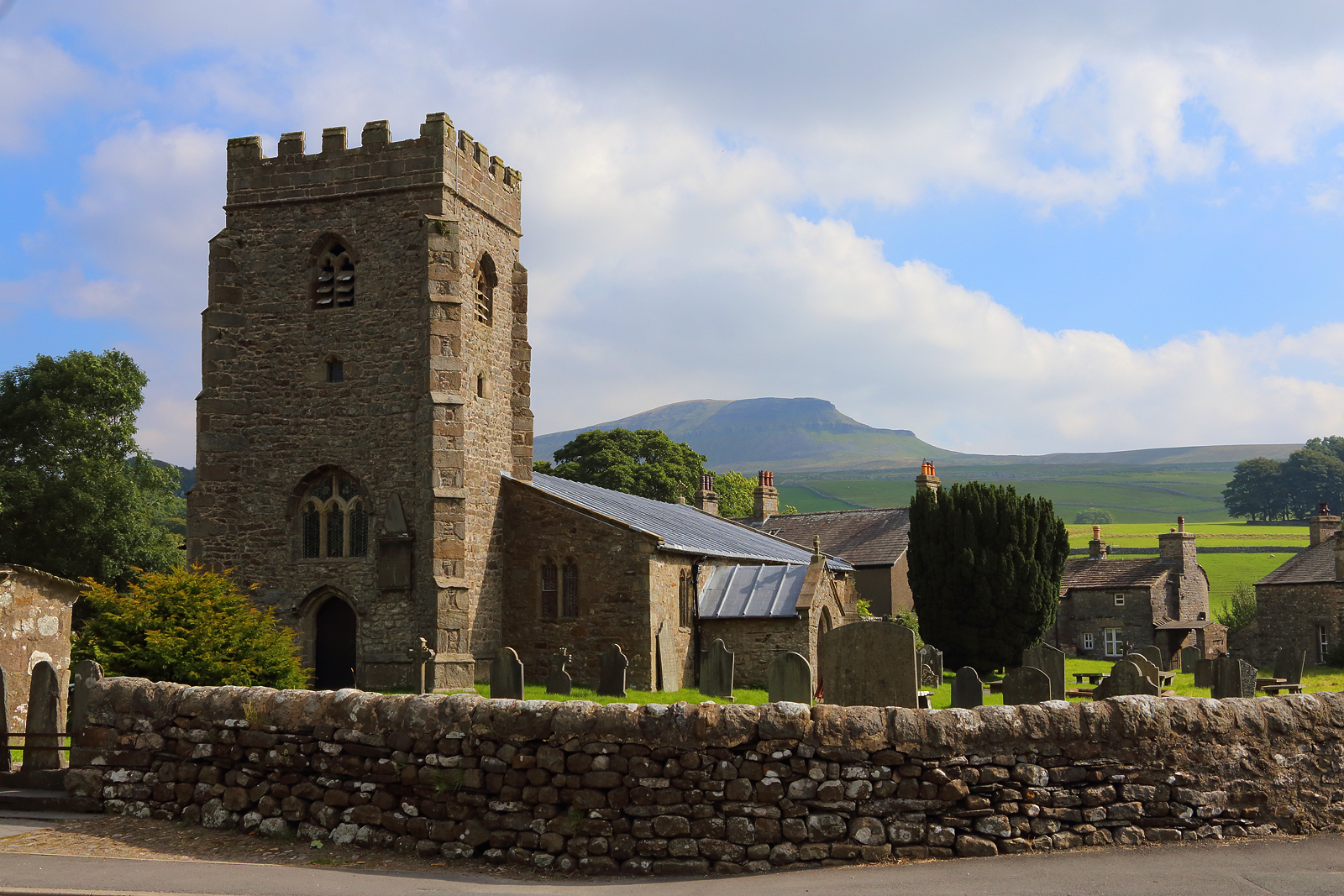
Nhà thờ St Oswald, Horton in Ribblesdale

Trong làng có hai quán rượu: khách sạn The Crown và The Golden Lion. Nó cũng có một quán cà phê và các quán trà. Bưu điện làng trước đây được đặt tại các cửa hàng làng nhưng đã đòng cửa còn bây giờ đóng bây giờ nằm trong khách sạn Crown. Năm 2006 một kính thiên văn radio được cài đặt tại đây đã gây ra tranh cãi.
Có một nhà thờ làng dành riêng cho Thánh Oswald. Tháp vuông được xây dựng sau này. Cổng nghĩa địa để vào sân nhà thờ được lợp bằng đá bảng Horton.
Những ngôi nhà khác trong Horton là điển hình của khu vực. Trang trại của tiểu điền chủ thế kỷ 17 có thể được tìm thấy xung quanh làng, và các nhà tranh sau này có thể được nhìn thấy gần trung tâm của làng. Trong những năm 1870, tuyến đường sắt mới được xây dựng. Sau đó việc khai thác đá vôi tại địa phương dẫn đến việc xây dựng nhà ở cho người khai thác.

## Bộ sưu tập ảnh

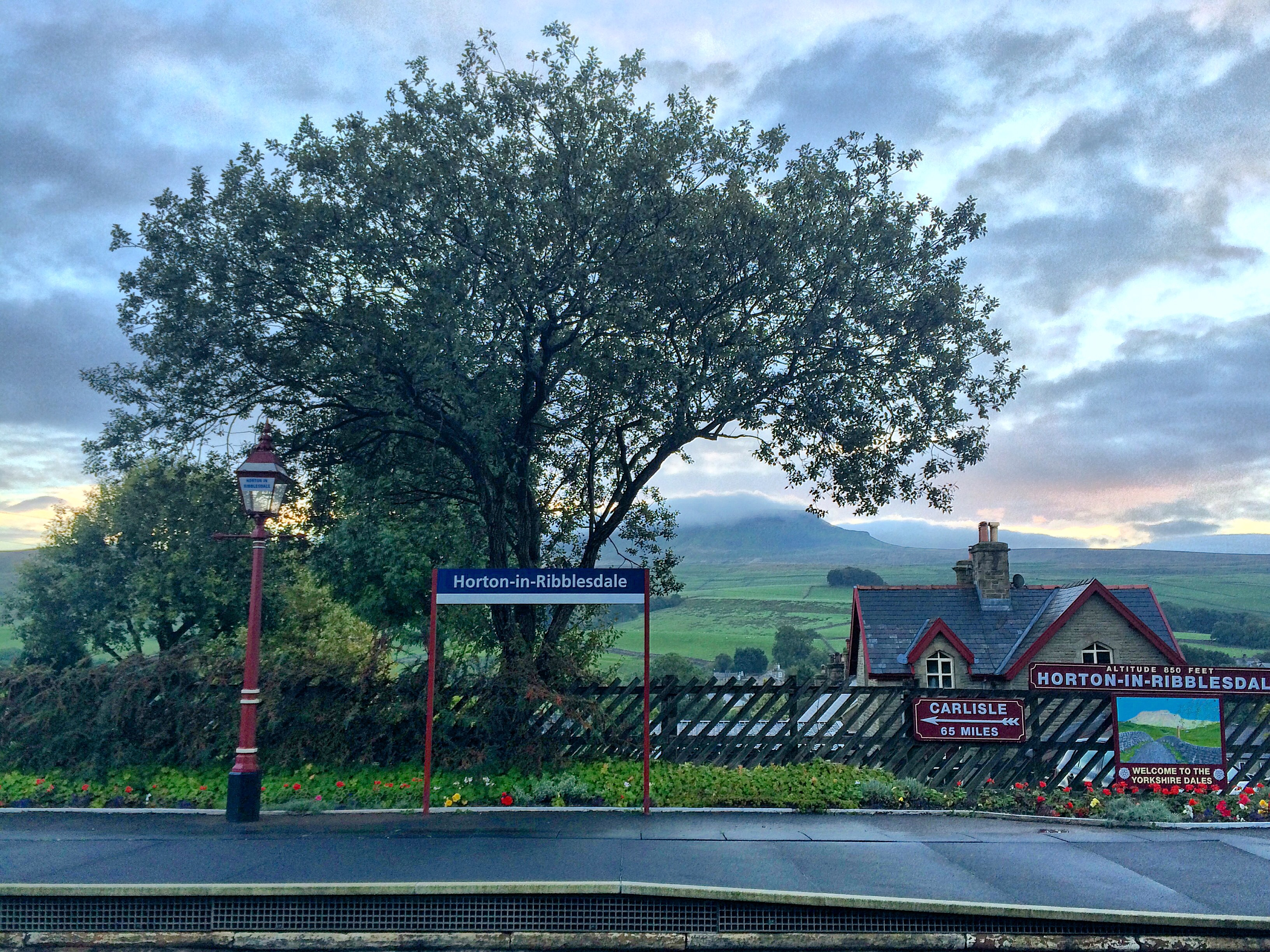
Ga tàu Horton in Ribblesdale
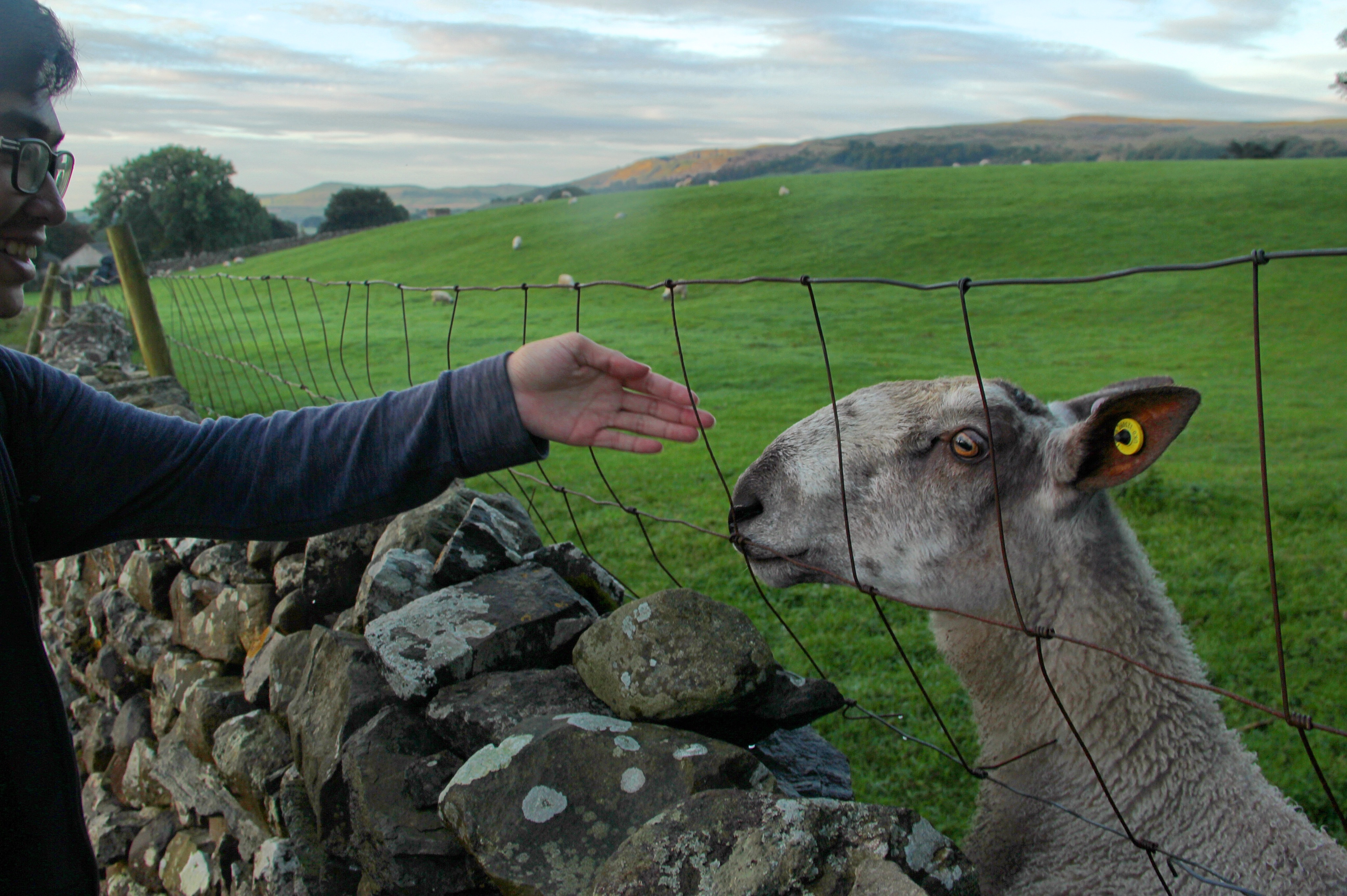
Cừu ở Horton in Ribblesdale
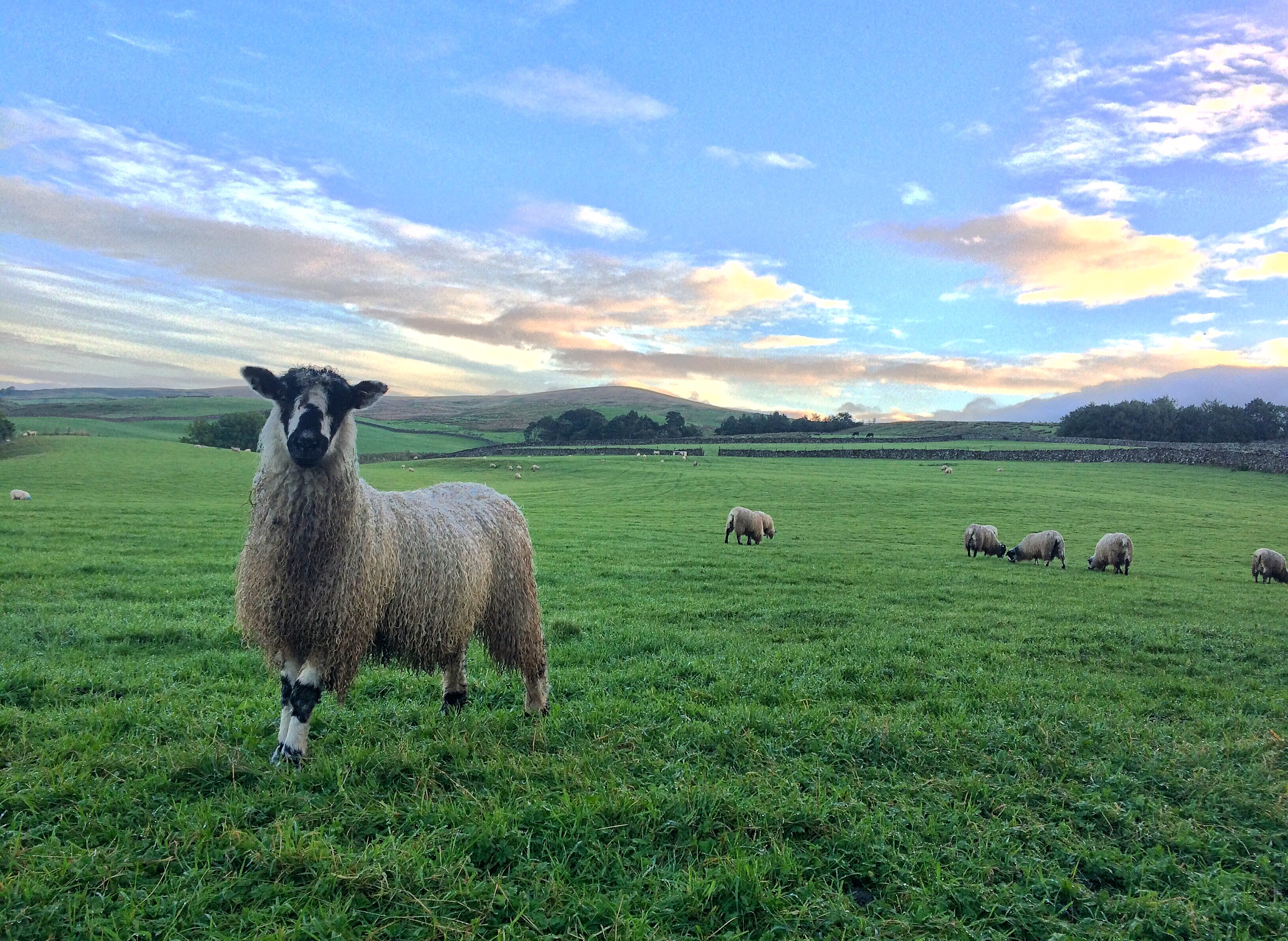
Đồng cỏ ở Horton in Ribblesdale
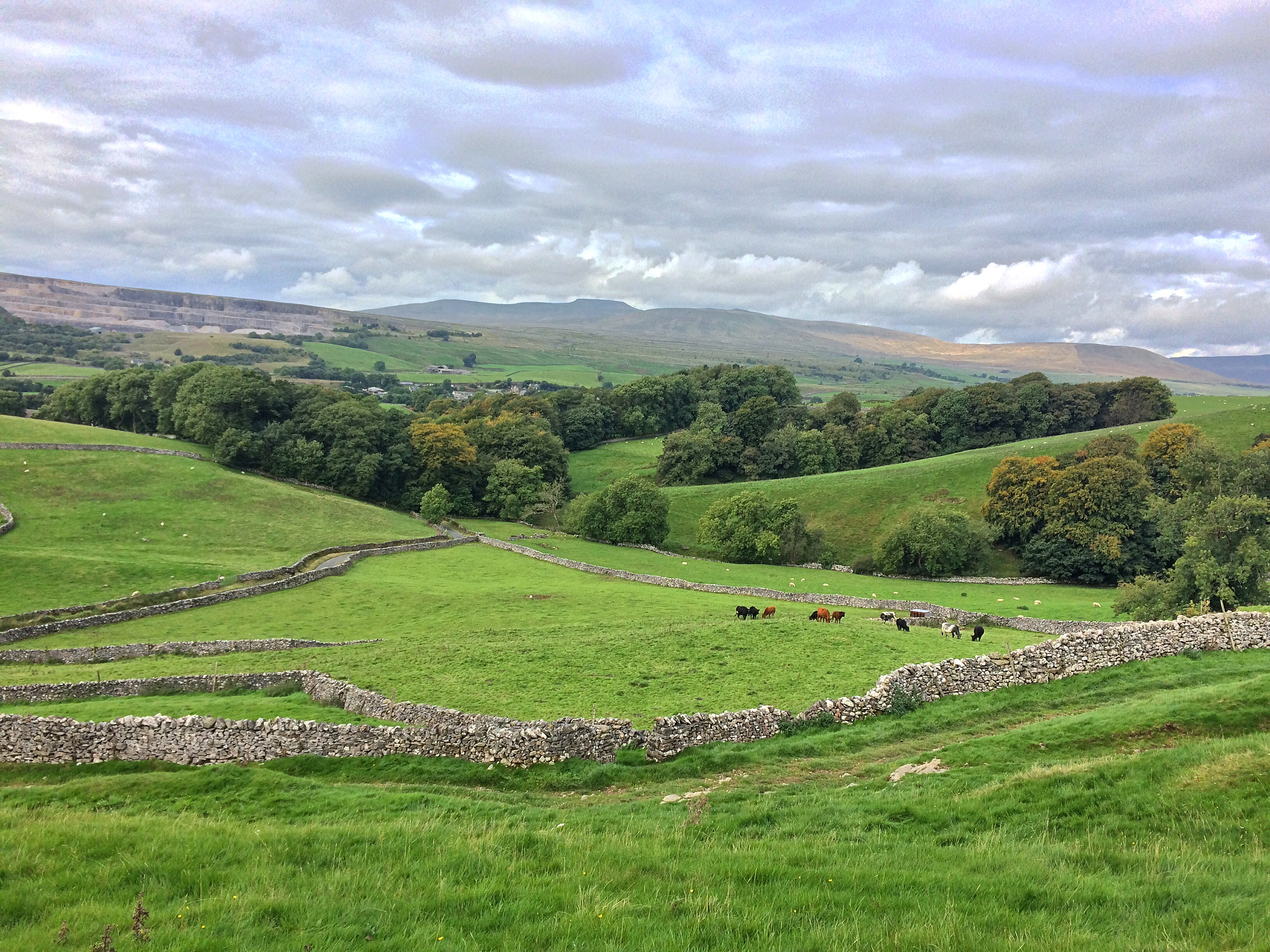
Bãi cỏ ở Horton in Ribblesdale
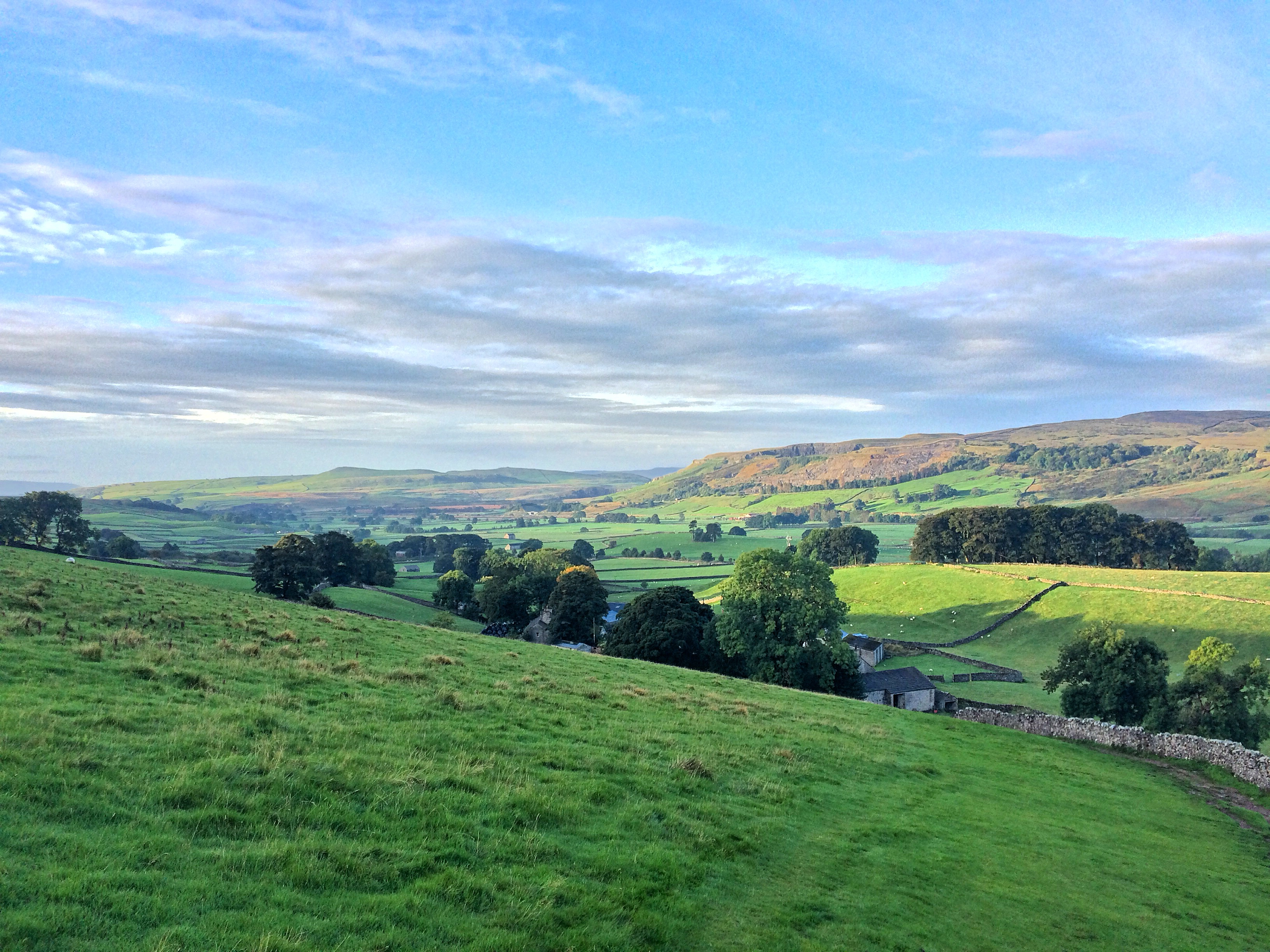
Horton in Ribblesdale nhìn từ Pen-y-ghent